# Józef Kasprzyk
Józef Fryderyk Kasprzyk (ur. 19 marca 1939 w Oświęcimiu) – polski piłkarz grający na pozycji napastnika. Król strzelców II ligi polskiej w 1956, reprezentant polskiej reprezentacji w piłce nożnej (U-19) w latach 1956–1957. Starszy brat Romana, reprezentanta Polski.

## Kariera klubowa
Był wychowankiem i zawodnikiem Naprzodu Lipiny w latach 1954–1959. W drużynie rozegrał 102 mecze, zdobywając dla niej 47 bramek.
W 1956 roku został królem strzelców II ligi polskiej po strzeleniu 16 bramek. W Internecie pojawia się błędna informacja, że miało to miejsce w 1960, co jest błędem, gdyż w latach 1958–1960 tytuł ten należał do Manfreda Urbasa, który w 1960 strzelił 19 goli.
W latach 1962–1963 grał w ŁKS Łódź w ekstraklasie. Karierę piłkarską zakończył w klubie Star Starachowice.

## Reprezentacja Polski (U-19)
Józef Kasprzyk grał mecze jako napastnik w reprezentacji Polski (U-19). Spotkania, w których brał udział, zostały przedstawione w tabeli.
| Data             | Miejsce                             | Przeciwnik     | Wynik meczu | Wydarzenie                | Źródło        |
| ---------------- | ----------------------------------- | -------------- | ----------- | ------------------------- | ------------- |
| 1 lipca 1956     | Zabrze (stadion Górnika)            | Rumunia U-19   | 3 – 3       | mecz towarzyski           | [ 10 ]        |
| 14 lipca 1956    | Tatabanya (Varosi Stadion)          | Węgry U-19     | 1 – 1       | mecz towarzyski           | [ 11 ] [ 12 ] |
| 31 marca 1957    | Stambuł (İsmet İnönü Stadium)       | Turcja U-19    | 5 – 2       | mecz towarzyski           | [ 13 ]        |
| 7 kwietnia 1957  | Łódź (stadion ŁKS)                  | Turcja U-19    | 2 – 1       | mecz towarzyski           | [ 14 ]        |
| 14 kwietnia 1957 | Madryt (Santiago Bernabeu)          | Hiszpania U-19 | 0 – 4       | III Turniej UEFA Juniorów | [ 15 ]        |
| 18 kwietnia 1957 | Madryt (Santiago Bernabeu)          | Węgry U-19     | 2 – 0       | III Turniej UEFA Juniorów | [ 16 ] [ 17 ] |
| 26 czerwca 1957  | Graz                                | Austria U-19   | 2 – 2       | mecz towarzyski           | [ 18 ]        |
| 8 września 1957  | Halle (stadion SC Chemie)           | NRD U-19       | 1 –0        | mecz towarzyski           | [ 19 ]        |
| 22 września 1957 | Bukareszt (Stadion im. 23 Sierpnia) | Rumunia U-19   | 1 – 4       | mecz towarzyski           | [ 20 ]        |
| 29 września 1957 | Ruse                                | Bułgaria U-19  | 2 – 1       | mecz towarzyski           | [ 21 ]        |

Zagrał także w nieoficjalnych meczach towarzyskich polskiej reprezentacji U-19 przeciwko: KS Chełmek, Górnikowi Zabrze, Naprzód Lipiny, Poloni Bytom, Ślęzie Wrocław.